# Veronica Maurizzi
Veronica Maurizzi (Bologna, 12 novembre 1990) è una karateka italiana.
È una cintura nera 2º dan di Karate.
Nel 2003 vince la sua prima gara a Brescia, categoria esordienti femminili, e nello stesso anno vince il suo primo Campionato Italiano al Palafijlkam di Ostia, e rimane in carica per due anni. 
Nel 2007 vince nuovamente il Campionato Italiano nella categoria cadette (55 kg) e il Campionato Europeo a Trieste nel quale ottiene il bronzo, successivamente nel 2009 riprende il titolo di Campionessa Italiana nella stessa categoria di peso juniores.
Nel 2007 viene convocata dalla Nazionale per partecipare al Campionato Mondiale ad Istanbul in cui ottiene la medaglia d'argento dopo essere stata battuta dalla giapponese Kobayashi.